# Johan Gottfried Jäger
Johan Gottfried Jäger, född 19 maj 1741 i Hovförsamlingen, Stockholms stad, död 4 maj 1822 i Tyska S:ta Gertruds församling, Stockholms stad, var en svensk cellist och organist i Stockholm.

## Biografi
Johan Gottfried Jäger föddes maj 1741. Han var son till kungliga hovtrumpetaren och fälttrumpetaren Johan Ernst Jäger och Mätta Maria Böritz. Jäger gifte sig med Susanna Maria Arent (1747–1810). Han lärdes upp på såväl cello som orgel och trumpet. Han antogs som hovtrumpetare den 10 maj 1760 och verkade som sådan till 1 december 1770 då han överfördes till Hovkapellet där han blev ordinarie som cellist 1778. Som sådan kvarstod han till 30 april 1807 varefter han gick i pension. Jäger arbetade 1760 som organist i Sankt Olofs församling och eventuellt 1787 i Franska reformerta församlingen. Från 1793 till 1822 arbetade han som organist i Tyska S:ta Gertruds församling och Skeppsholms församling. Jäger avled 4 maj 1822 i Tyska S:ta Gertruds församling, Stockholm.
Jäger var bror till Ernst Friedrich Jäger i Wien och Johanna Maria Jäger.